# Визволення (мінісеріал)
«Визволення» — радянський мінісеріал із п'яти епізодів про Другу світову війну, знятий спільно декількома країнами в 1968—1972 роках, режисером Юрієм Озеровим за сценарієм Юрія Бондарева і Оскара Курганова. Знімання телесеріалу відбувалося в період з 1967 по 1971 рік.

## Сюжет

### Фільм перший— «Вогняна дуга», 1969 рік
Картина розповідає про Курську битву липня 1943 року. Знімання проводили в околицях міста Переяслав-Хмельницького під Києвом. Дозвіл на проведення знімання на місці дійсних подій так і не було отримано, хоча група і виїжджала в Курськ. Проблема полягала в тому, що в місцях боїв все ще залишалася значна кількість бомб і снарядів, які могли здетонувати від піротехнічних ефектів або проходження важкої військової техніки.

### Фільм другий— «Прорив», 1969 рік
Триває визволення Орла і Бєлгорода, а також залишення німцями Харкова. Попереду форсування Дніпра. Реальний факт створення помилкового плацдарму на правому березі Дніпра з тим, щоб відтягнути на нього великі сили німців. Плацдарм був повністю оточений, і велика частина його захисників загинула. Лише небагатьом вдалося прорвати оточення і вийти до основної переправи радянських військ. У цей список автори включили і своїх героїв — капітана-артилериста Цвєтаєва і майора Орлова. У цей же самий час Беніто Муссоліні був заарештований в ході змови маршала П'єтро Бадольйо. За наказом Адольфа Гітлера дуче звільнила спеціальна група Отто Скорцені. Німецько-фашистські війська вторглися в Італію. Фільм закінчується Тегеранською конференцією.

### Фільм третій— «Напрямок головного удару», 1969 рік
Фільм охоплює період від Тегеранської конференції до початку визволення Польщі в липні 1944 року.
15 грудня 1943 року агент німецької розвідки «Цицерон» викрадає матеріали Тегеранської конференції з британського посольства в Анкарі, в яких йдеться про майбутнє відкриття другого фронту в Нормандії. Гітлер не вірить у правдивість цих документів і вважає, що Черчилль не погодиться на такий варіант другого фронту.
У фільмі також показано момент, як 29 лютого 1944 року, наткнувшись на німців, що нібито прориваються з оточення, отримав смертельне поранення командувач військами 1-го Українського фронту Микола Ватутін. Червона армія продовжує наступ на правобережній Україні і в Білорусі.
Навесні 1944 року Ставка Верховного Головнокомандування вивчає можливі напрямки для головної наступальної операції року, планованої на літо. Георгій Жуков виїжджає в Білорусію і вивчає можливість наступу там. Після дискусій, радянське командування розробляє план Білоруської наступальної операції «Багратіон». В результаті великомасштабних бойових дій в рамках цієї операції була розгромлена група німецьких армій «Центр» і визволені землі Білорусі, частина Прибалтики і Польщі. У фільмі відтворено окремі частини цієї операції, такі, як Бобруйська операція і Мінська операція.
6 червня союзники висадилися в Нормандії, внаслідок чого, серед німецьких генералів дедалі більше зростає невдоволення Гітлером, і 20 липня вони організували замах на Гітлера з метою захоплення влади і укладення сепаратного миру з західними союзниками. Однак Гітлер залишається живий, і лояльні Гітлеру війська придушують заколот і розстрілюють його учасників.
Червона армія разом з 1-ю Польською армією переходять Південний Буг і починають визволення Польщі.
Військові знімання проводили там же, де й два попередні фільми — на спеціально виділеній території поблизу Переяслав-Хмельницького.

### Фільм четвертий— «Битва за Берлін», 1971 рік
Головний бій на підступах до Берліну — штурм Зеєловських висот. Ялтинська конференція. За вказівкою Гітлера рейхсфюрер СС Генріх Гіммлер посилає начальника штабу СС обергрупенфюрера Карла Вольфа до Берну на переговори з Алленом Даллесом.

### Фільм п'ятий— «Останній штурм», 1971 рік
Завершальний фільм кіноепопеї, що розповідає про останні дні війни. Його переглянула найбільша кількість глядачів, оскільки він демонструвався по Центральному телебаченню СРСР до Дня Перемоги 9 травня частіше за інших фільмів кіноепопеї. На відміну від попередніх стрічок, п'ятий фільм знімався безпосередньо в столиці НДР.
Сюди прибув цілий знімальний ешелон. Якраз в цей час в Берліні починалася реконструкція одного з центральних районів. Усі старі будинки передбачалося знести, щоб на їх місці звести сучасні будівлі, тому цей район легко віддали під зйомки. Тут можна було підривати і ламати без жодних обмежень.
Штурм рейхстагу знімався в декількох місцях: в Берліні був знайдений напівзруйнований собор, фасад і парадні сходи якого нагадували Рейхстаг; бої всередині будівлі знімалися в декораціях на «Мосфільмі», а перестрілка нагорі — в берлінському Будинку техніки.
Особливе місце в картині займає епізод із затопленням берлінського метро. За сценарієм, Гітлер наказав відкрити шлюзи і пустити води Шпрее в метро, щоб не допустити проходу по ньому радянських військ. Цей епізод частково оснований на реальних подіях, але набагато більшою мірою на офіційному трактуванні тих подій, довгий час нав'язуваних радянською пропагандою, про причетність керівництва Третього рейху і особисто Гітлера до цієї трагедії. Затоплення берлінського метро відповідно з цією версією, раніше вже було відображено і в інших художніх фільмах, як наприклад «Падіння Берліна» 1949 року. Тільки порівняно недавно стало відомо, що в реальності вибух, який призвів до руйнування тунелю і заповнення його водою на 25-кілометровій ділянці, де ховалася велика кількість мирних жителів і поранених, здійснила радянська 2-га штурмова інженерно-саперна бригада при 8-й гвардійській армії генерала В. І. Чуйкова. Кількість витягнутих тіл із затоплених станцій метро була пізніше також сильно перебільшена, оскільки вода в метро прибувала повільно і у населення було достатньо часу, щоб покинути станції, а більшість виявлених загиблих, як стверджується, найімовірніше загинули і померли ще до затоплення в силу інших причин, від ран і хвороб.
Знімання «затоплення метро» відбулося під Москвою. На одному зі шлюзів Москви-ріки побудували декорацію берлінської підземки, куди привезли вивезені в 1945 році з Берліна вагони. «Затоплення» відбувалося в результаті відкриття шлюзу.
У цьому фільмі звучить пісня «Останній бій» у виконанні Михайла Ножкина.

## У ролях
| Актор                  | Роль |
| ---------------------- | --- |
| Микола Олялін          | капітан-артилерист Сергій Цвєтаєв |
| Лариса Голубкіна       | медсестра Зоя наречена Цвєтаєва |
| Борис Зайденберг       | майор Орлов командир батальйону |
| Сергій Никоненко       | Сашка ад'ютант |
| Михайло Ульянов        | Георгій Костянтинович Жуков |
| Владлен Давидов        | Костянтин Костянтинович Рокоссовський |
| Юрій Легков            | Іван Степанович Конєв (Фільми 1, 2) |
| Василь Шукшин          | Іван Степанович Конєв (Фільми 3, 4, 5) |
| Євген Буренков         | Олександр Михайлович Василевський |
| Дмитро Франько         | Павло Семенович Рибалко командувач 3-ї гвардійської танкової армії                                                                                             |
| Юрій Каморний          | лейтенант Васильєв танкіст |
| Михайло Ножкин         | лейтенант Ярцев |
| Валерій Носик          | сержант Дорожкін радист танка Васильєва |
| Всеволод Санаєв        | підполковник Лукін |
| Володимир Самойлов     | полковник Володимир Миколайович Громов |
| Ігор Озеров            | лейтенант Леонтьєв |
| Бухуті Закариадзе      | Йосип Віссаріонович Сталін |
| Іван Переверзєв        | Василь Іванович Чуйков |
| Владислав Стржельчик   | Олексій Інокентійович Антонов заступник начальника Генерального штабу, начальник Генерального штабу Червоної Армії                                             |
| Анатолій Ромашин       | Василь Митрофанович Шатилов генерал-майор, командир 150-ї стрілецької дивізії                                                                                  |
| Микола Рибников        | Михайло Федорович Панов генерал-майор, командир 1-го гвардійського танкового Донського корпусу                                                                 |
| Володимир Коренєв      | Степан Андрійович Неустроєв капітан, командир 1-го стрілецького батальйону 756-го стрілецького полку 150-ї стрілецької дивізії                                 |
| Едуард Ізотов          | Олексій Прокопович Берест лейтенант, заступник командира з політичної частини 1-го стрілецького батальйону 756-го стрілецького полку 150-ї стрілецької дивізії |
| Сергій Харченко        | Микола Федорович Ватутін командувач військами Воронезького, а згодом 1-го Українського фронту                                                                  |
| Микола Рушковський     | Кирило Семенович Москаленко командувач 38-ю армією |
| Костянтин Забєлін      | Михайло Юхимович Катуков (озвучування — Костянтин Тиртов) командувач 1-ї гвардійської танкової армії                                                           |
| Володимир Заманський   | Павло Іванович Батов командувач 65-ю армією |
| Клен Протасов          | Сергій Матвійович Штеменко начальник Оперативного управління Генштабу Червоної Армії                                                                           |
| Олександр Афанасьєв    | Дмитро Данилович Лелюшенка командувач 4-ї гвардійської танкової армії                                                                                          |
| Олексій Глазирін       | Пантелеймон Кіндратович Пономаренко |
| Петро Глєбов           | Павло Олексійович Ротмістров командувач 5-ї гвардійської танкової армії                                                                                        |
| Григорій Михайлов      | Михайло Сергійович Малінін |
| Петро Щербаков         | генерал-майор Костянтин Федорович Телегін Член Військової ради Воронезького, а згодом 1-го Українського фронту                                                 |
| Роман Ткачук           | Олексій Олексійович Єпишев Член Військової ради 38-ї армії |
| Сергій Ляхницький      | Семен Ілліч Богданов командувач 2-ї гвардійської танкової армії                                                                                                |
| Лев Поляков            | Андрій Антонович Гречко заступник командувача військами 1-го Українського фронту                                                                               |
| Олександр Смирнов      | генерал Михайло Барсуков |
| Віктор Борцов          | генерал-лейтенант танкових військ Григорій Орел начальник БТМВ 1-го Білоруського фронту                                                                        |
| В'ячеслав Воронін      | генерал Олексій Бурдейний Командир 2-го гвардійського танкового Тацинського корпусу                                                                            |
| Валерій Карен          | Іван Христофорович Баграмян |
| Віктор Байков          | В'ячеслав Молотов нарком закордонних справ СРСР |
| Микола Боголюбов       | Климент Єфремович Ворошилов |
| Віктор Авдюшко         | майор Максимов |
| Володимир Герасимов    | лейтенант Кругліков |
| Михайло Глузський      | сержант Ряженцев |
| Микола Єременко        | Йосип Броз Тіто |
| Петро Любешкін         | підполковник Коркін |
| Іван Миколайчук        | Савчук |
| Роман Хомятов          | німецький перекладач, який розстріляв майора Максимова |
| Олексій Алексєєв       | Василь Іванович Кузнєцов командувач 3-ю Ударною армією |
| Вадим Грачов           | полковник Анатолій Голубов |
| Юрій Мартинов          | ад'ютант Громова |
| Юрій Померанцев        | Андрій Андрійович Власов командувач РВА і голова КВНР |
| Михайло Постников      | Василь Данилович Соколовський заступник командувача військами 1-го Білоруського фронту                                                                         |
| Олексій Преснецов      | Сергій Гнатович Руденко командувач 16-ї повітряної армії |
| Олев Ескола            | Артур фон Крістман |
| Анатолій Кузнецов      | Георгій Нефедович Захаров командир 303-ї винищувальної авіаційної дивізії                                                                                      |
| Микола Лебедєв         | Степан Якимович Красовський командувач 2-ї повітряної армії |
| Георгій Тусузов        | Віктор Емануїл III король Італії |
| Юлія Діоші             | Магда Геббельс |
| Юрій Дуров             | Вінстон Черчилль |
| Єлизавета Алексєєва    | Елеонора Рузвельт |
| Олександр Барушной     | Алан Френсіс Брук |
| Леонід Довлатов        | генерал-лейтенант Сергій Теодоросович Галаджій начальник політичного управління 1-го Білоруського фронту                                                       |
| Микола Сімкин          | генерал-лейтенант Сидоренко |
| Віктор Шахов           | Горохов водій танка |
| Йосип Гогічайшвілі     | Яків Джугашвілі |
| Володимир Разумовський | лейтенант Зайцев льотчик «Нормандії» |
| Лев Пригунов           | Жак, «Ромашка» льотчик Нормандії-Неман |
| Ірен Азер              | Таня зв'язкова |
| Олександр Кузнєцов     | «Гуля» кухар |
| Георгій Бурков         | сержант |
| Юрій Назаров           | боєць РВА, захоплений Сашком |
| Юрій Дубровін          | вістовий, посланий до Леонтьєва |
| Євген Шутов            | командир партизан (фільм 3) / боєць з батальйону Неустроєва (фільм 5)                                                                                          |
| Болот Бейшеналієв      | танкіст, механік-водій танка Васильєва |
| Валентин Грачов        | Леонтьєв радист |
| Володимир Протасенко   | ад'ютант Ватутіна |
| Інгрида Андріня        | німкеня, яка говорила з лейтенантом Васильєвим |
| Тину Аав               | німецький офіцер у концтаборі |
| Михайло Кокшенов       | артилерист капітана Цвєтаєва |
| Юрій Кірєєв            | санітар |
| Юрій Боголюбов         | перекладач Молотова в Тегерані |
| Герман Качин           | фотограф в батальйоні Неустроєва |
| Володимир Кашпур       | солдат із «мокроступами» |
| Леонід Куравльов       | зв'язківець, посланий у бункер Гітлера |
| Микола Сморчков        | ординарець капітана Неустроєва |
| Віктор Уральський      | солдат |
| Костянтин Тиртов       | генерал штабу Воронезького фронту |
| Ольга Прохорова        | німкеня в берлінському будинку |
| Юрій Леонідов          | майор, командир піхотного батальйону з армії Рибалка |
| Бруно Оя               | німецький офіцер у концтаборі, який кричить |
| Волдемар Акуратерс     | капітан Вільям Ф. Стюарт |
| Анатолій Соловйов      | капітана 2 рангу Степан Максимович Лялько |
| Лев Лобов              | полковник Федір Матвійович Зінченко |
| Сергій Малишевський    | ад'ютант Ватутіна (фільм 3) |
| Георгій Рибаков        | перекладач Чуйкова |
| Олександр Титов        | |
| Георгій Харабадзе      | Мелітон Кантарія |
| Геннадій Крашенинников | Михайло Єгоров розвідник |
| Ервін Кнаусмюллер      | |
| Фріц Діц               | Адольф Гітлер |
| Еріх Тіде              | Генріх Гіммлер |
| Ханньо Хассе           | Гюнтер фон Клюге |
| Хорст Гізе             | полонений сапер (фільм 1) Йозеф Геббельс (фільми 3—5) |
| Герд-Міхаель Хеннеберг | генерал-фельдмаршал Вільгельм Кейтель |
| Курт Ветцель           | Герман Вільгельм Герінг |
| Іоахім Папе            | Мартін Борман |
| Еріх Гербердінг        | Ернст Буш |
| Ангеліка Валлер        | Єва Браун |
| Ханс-Гартмут Крюгер    | Ганс Кребс |
| Вернер Вієланд         | Людвіг Бек |
| Отто Дірікс            | Ервін фон Віцлебен |
| Петер Штурм            | генерал-полковник Вальтер Модель |
| Герберт Кьорбс         | Хайнц Вільгельм Гудеріан |
| Альфред Штруве         | Клаус фон Штауффенберг |
| Зігфрід Вайс           | Еріх фон Манштейн |
| Петер Маркс            | Теодор Буссе начальник штаба Манштейна |
| Фред Мар               | Зепп Дітріх |
| Вернер Діссель         | Альфред Йодль |
| Рольф Ріппергер        | Адольф Хойзінгер |
| Фред Александер        | Ельяс Базна «Цицерон», німецький агент |
| І. Клозе               | Карл Вольф |
| Г. Шельске             | Фрідріх Фромм |
| Вільфрід Ортманн       | Фрідріх Ольбріхт |
| Ханс-Едгар Штехер      | Вернер фон Хафтен |
| Пауль Берндт           | Альбрехт Мерц фон Квірнхайм (фільм 3), Артур Аксман (фільм 5)                                                                                                  |
| Генріх Кьон            | Отто-Ернст Ремер |
| Ернст-Георг Швілль     | шарфюрер СС у бункері Гітлера |
| Хорст Гілль            | Отто Гюнше |
| Отто Буссе             | Хайнц Лінге, Аллен Даллес |
| Марта Бешорт-Діц       | старенька в Берліні |
| Ханс-Ульріх Лауффер    | Густав Шмідт генерал-лейтенант, командуючий 19-ю танковою дивізією                                                                                             |
| Макс Бернхардт         | Карл Фрідріх Гьорделер |
| Фріц-Ернст Фехнер      | полковник Хайнц Брандт |
| Віллі Шраде            | лейтенант Хойріх |
| Ульріх Тешнер          | лейтенант Бок |
| Регіна Байєр           | секретар Геббельса |
| Герт Хенш              | генерал Гельмут Вейдлінг |
| Гюнтер Полензен        | священник |
| Герд Штейгер           | Віллі антифашист |
| Інгольф Горгес         | німецький солдат в метро |
| Георг-Міхаель Вагнер   | Вальтер Вагнер нотаріус, що оформив шлюб Гітлера і Єви Браун                                                                                                   |
| Станіслав Яськевич     | Франклін Делано Рузвельт |
| Данієль Ольбрихський   | Хенрік Домбровський танкіст |
| Францішек Печка        | сержант Пєлка |
| Ян Енглерт             | Ян Вольни танкіст з армії Катукова |
| Станіслав Мікульський  | |
| Барбара Брильська      | Хелена |
| Ігнацій Маховський     | «Старий» |
| Венчислав Глинський    | «Коваль» |
| Адам Пєжик             | німецький офіцер, що свистить на іподромі |
| Цезари Юльскій         | німецький офіцер, що затримав Хенріка |
| Мацей Новаковський     | Александр Завадський |
| Тадеуш Шмідт           | Зигмунт Берлінг |
| Іво Гаррані            | Беніто Муссоліні |
| Флорін П'єрсік         | Отто Скорцені |

## Знімальна група
- Автори сценарію:
  - Юрій Бондарев
  - Юрій Озеров
  - Оскар Курганов
- Режисер-постановник: Юрій Озеров
- Режисер: Юлій Кун
- Оператор: Ігор Слабневич
- Художник: Олександр Мягков
- Композитор: Юрій Левітін